# Ribécourt-Dreslincourt
Ribécourt-Dreslincourt és un municipi francès, situat al departament de l'Oise i a la regió dels Alts de França. L'any 2007 tenia 3.912 habitants.

## Demografia

### Població
El 2007 la població de fet de Ribécourt-Dreslincourt era de 3.912 persones. Hi havia 1.476 famílies de les quals 396 eren unipersonals (112 homes vivint sols i 284 dones vivint soles), 416 parelles sense fills, 520 parelles amb fills i 144 famílies monoparentals amb fills.
La població ha evolucionat segons el següent gràfic:
Habitants censats

### Habitatges
El 2007 hi havia 1.613 habitatges, 1.504 eren l'habitatge principal de la família, 32 eren segones residències i 77 estaven desocupats. 1.172 eren cases i 408 eren apartaments. Dels 1.504 habitatges principals, 870 estaven ocupats pels seus propietaris, 587 estaven llogats i ocupats pels llogaters i 47 estaven cedits a títol gratuït; 61 tenien una cambra, 91 en tenien dues, 289 en tenien tres, 492 en tenien quatre i 571 en tenien cinc o més. 1.054 habitatges disposaven pel capbaix d'una plaça de pàrquing. A 735 habitatges hi havia un automòbil i a 562 n'hi havia dos o més.

### Piràmide de població
La piràmide de població per edats i sexe el 2009 era:
| Homes | Edats   | Dones |
| ----- | ------- | ----- |
| 0     | 95 o +  | 4     |
| 0     | 90 a 94 | 8     |
| 12    | 85 a 89 | 8     |
| 28    | 80 a 84 | 16    |
| 44    | 75 a 79 | 68    |
| 40    | 70 a 74 | 68    |
| 68    | 65 a 69 | 88    |
| 104   | 60 a 64 | 88    |
| 80    | 55 a 59 | 92    |
| 124   | 50 a 54 | 124   |
| 104   | 45 a 49 | 156   |
| 157   | 40 a 44 | 101   |
| 176   | 35 a 39 | 176   |
| 148   | 30 a 34 | 176   |
| 176   | 25 a 29 | 136   |
| 132   | 20 a 24 | 104   |
| 120   | 15 a 19 | 144   |
| 188   | 10 a 14 | 184   |
| 112   | 5 a 9   | 148   |
| 136   | 0 a 4   | 168   |

## Economia
El 2007 la població en edat de treballar era de 2.528 persones, 1.778 eren actives i 750 eren inactives. De les 1.778 persones actives 1.578 estaven ocupades (897 homes i 681 dones) i 200 estaven aturades (85 homes i 115 dones). De les 750 persones inactives 205 estaven jubilades, 269 estaven estudiant i 276 estaven classificades com a «altres inactius».

### Ingressos
El 2009 a Ribécourt-Dreslincourt hi havia 1.535 unitats fiscals que integraven 3.940 persones, la mediana anual d'ingressos fiscals per persona era de 16.904 €.

### Activitats econòmiques
Dels 153 establiments que hi havia el 2007, 2 eren d'empreses extractives, 3 d'empreses alimentàries, 2 d'empreses de fabricació de material elèctric, 10 d'empreses de fabricació d'altres productes industrials, 17 d'empreses de construcció, 26 d'empreses de comerç i reparació d'automòbils, 11 d'empreses de transport, 12 d'empreses d'hostatgeria i restauració, 2 d'empreses d'informació i comunicació, 10 d'empreses financeres, 3 d'empreses immobiliàries, 18 d'empreses de serveis, 31 d'entitats de l'administració pública i 6 d'empreses classificades com a «altres activitats de serveis».
Dels 39 establiments de servei als particulars que hi havia el 2009, 1 era una oficina d'administració d'Hisenda pública, 1 gendarmeria, 1 oficina de correu, 4 oficines bancàries, 3 tallers de reparació d'automòbils i de material agrícola, 2 autoescoles, 1 paleta, 1 guixaire pintor, 2 fusteries, 6 lampisteries, 3 electricistes, 4 perruqueries, 8 restaurants, 1 agència immobiliària i 1 saló de bellesa.
Dels 13 establiments comercials que hi havia el 2009, 1 era un hipermercat, 1 un supermercat, 1 una botiga de més de 120 m², 3 fleques, 2 carnisseries, 1 una peixateria, 1 una botiga de roba, 1 una botiga de material de revestiment de parets i terra i 2 floristeries.
L'any 2000 a Ribécourt-Dreslincourt hi havia 8 explotacions agrícoles.

## Equipaments sanitaris i escolars
El 2009 hi havia 2 farmàcies i 1 ambulància.
El 2009 hi havia 1 escola maternal i 3 escoles elementals. A Ribécourt-Dreslincourt hi havia 1 col·legi d'educació secundària i 1 liceu tecnològic. Als col·legis d'educació secundària hi havia 450 alumnes i als liceus tecnològics 576.

## Poblacions més properes
El següent diagrama mostra les poblacions més properes.